# Rajko Žinzifov
Rajko Žinzifov (Veles, 1839. – Moskva, 1877.), bugarski književnik i prevodilac iz Makedonije. Do 1858. školovao se u svom rodnom mjestu, a stanovito vrijeme bio je i pomoćni učitelj u Prilepu i Kukušu. Te godine otišao je u Rusiju gdje je završio Povijesno-filološki fakultet u Moskvi. Ovdje je ostao do kraja svog života radeći kao profesor u nekoliko moskovskih gimnazija. Autor prve umjetničke pripovijetke kod makedonskih Bugara (Prošedbe), prevodio je s ruskog (neke pjesme Puškina, Ljermontova, Slovo o polku Igoreve), ukrajinskog (izbor iz Kobzara T. Ševčenka), češkog (Kraljevdvorski rukopis), a isto tako, i s bugarskog na ruski. Dugi niz godina surađivao je u mnogim ruskim listovima i časopisima pišući o teškom položaju Južnih Slavena pod turskim ropstvom. Napisao je prvu biografiju braće Miladinov. Poezija Rajka Žinzifova najznajčajniji je dio njegova stvaralačkog opusa. Njegove su glavne pjesničke teme: težak život porobljenog bugarskog naroda i bolni osjećaj promašenog ličnog života. Žinzifov ulazi u red istaknutih bugarskih pisaca i nacionalnih radnika u 19. stoljeću. Žinzifov piše i pjesme od koih najznačajne su: Glas i Veligden.
Napisao je i poemu Krvava košula. On je napisao i prvi raskaz u makedonskoj literaturi s naslovom: Na prošedba.

## Vanjske poveznice
- Radovi Rajka Žinzifova u Slovoto (na bugarskom)
- Članak o Žinzifovu (na makedonskom)
- Članak o Žinzifovom životu u Rusiji (na ruskom)